# Jaime Harrison
Jaime R. Harrison (nacido el 5 de febrero de 1976) es un político estadounidense. Se desempeñó como presidente del Partido Demócrata de Carolina del Sur de 2013 a 2017 y es presidente asociado del Comité Nacional Demócrata.
Harrison se postula contra el actual senador Lindsey Graham por el escaño en el Senado de los Estados Unidos de Carolina del Sur en las elecciones de 2020.

## Primeros años
Harrison nació y se crio en Orangeburg, Carolina del Sur. Fue criado por su madre, Patricia Harrison, y sus abuelos. En 1994, fue seleccionado para el Programa Juvenil del Senado de los Estados Unidos. Asistió a la escuela secundaria Orangeburg-Wilkinson y recibió una beca para la Universidad de Yale, donde se especializó en ciencia política.  
Después de graduarse de Yale en 1998, Harrison trabajó como profesor durante un año en su antigua escuela secundaria. En 1999, fue nombrado director de operaciones de College Summit, una organización sin fines de lucro que ayuda a los jóvenes de bajos ingresos a encontrar un camino hacia la universidad y una carrera. Obtuvo su Juris Doctor en el Centro de Derecho de la Universidad de Georgetown en 2004.

## Carrera
Después de dejar College Summit, Harrison se involucró en política, trabajando para Jim Clyburn como su director de operaciones de piso, mientras que Clyburn era el Coordinador de la Mayoría de la Cámara de Representantes de los Estados Unidos. Harrison pasó a ser director ejecutivo del Caucus Demócrata de la Cámara de Representantes y vicepresidente del Partido Demócrata de Carolina del Sur. Más tarde se desempeñó como lobista del Podesta Group. Sus clientes en Podesta Group incluían bancos como Bank of America y Wells Fargo, gigantes financieros Berkshire Hathaway y Avenue Capital Management, compañías farmacéuticas Merck y Amylin, casinos como Caesars y Harrah's; la Coalición Estadounidense por la Electricidad Limpia del Carbón; Walmart, General Motors, Google y Lockheed Martin. Además del trabajo de cabildeo en el Podesta Group, también ha cabildeado en nombre de United Way Worldwide y la Asociación de Universidades Públicas y Land-Grant.
En mayo de 2013, Harrison se convirtió en presidente del Partido Demócrata de Carolina del Sur. Es el primer afroamericano en haber desempeñado este cargo.
Harrison declaró su candidatura a presidente del Comité Nacional Demócrata (DNC) en las elecciones de febrero de 2017. Defendió su récord de ocho años en el Podesta Group, diciendo: "Así es como pagué los $160.000 de la deuda de préstamos estudiantiles". Harrison puso fin a su candidatura a la presidencia de DNC el 23 de febrero de 2017 y respaldó a Tom Pérez.
Harrison aceptó un puesto como presidente asociado y consejero del DNC (designado por Tom Pérez), donde implementó un programa llamado "Cada código postal cuenta". El programa proporcionó a cada base estatal partidaria $10,000 por mes siempre que la base partidaria hiciera un análisis de sus fortalezas y debilidades para sus operaciones internas.

## Elecciones al Senado de los Estados Unidos de 2020
Harrison presentó la documentación el 7 de febrero de 2019 desafiando al senador Lindsey Graham al postularse para su escaño en el Senado de los Estados Unidos en las elecciones de 2020. Ningún demócrata ha ganado una elección estatal en Carolina del Sur desde 2006. Harrison lanzó su campaña el 29 de mayo de 2019, con un breve video publicado en YouTube, Facebook y Twitter.

### Posiciones políticas
Harrison ha pedido la expansión de Medicaid. Ha pedido un mayor alivio económico por el coronavirus.  Durante las elecciones al Senado de 2020, Harrison criticó a su oponente Lindsey Graham por intentar derogar la Ley de Cuidado de Salud a Bajo Precio (Obamacare). Harrison apoya la legalización del cannabis.

## Vida personal
A pesar de su rivalidad política, Harrison es amigo de Matt Moore, expresidente del Partido Republicano de Carolina del Sur . Los dos co-impartieron un curso en la Universidad de Carolina del Sur durante el semestre de otoño de 2015.
Harrison vive con su esposa, Marie Boyd, y sus dos hijos en Columbia, Carolina del Sur.